# Impuros
Impuros é uma série de televisão brasileira de 2018 criada por Alexandre Fraga, dirigida por  René Sampaio e Tomás Portella e exibida pelo canal Fox Premium. A primeira temporada estreou em 19 de outubro de 2018 com a segunda temporada estreando em 8 de novembro de 2019. A terceira temporada estreou junto com a plataforma de streaming do grupo Disney, Star+ em 31 de agosto de 2021 e a quarta temporada estreando em 30 de agosto de 2023 na mesma plataforma. 
Conta com as atuações de  Raphael Logam, Rui Ricardo Diaz, Cyria Coentro, Lorena Comparato,  João Vitor Silva e Sérgio Malheiros nos papéis principais.

## Sinopse
Evandro, um homem antes comum, mergulhou nas sombras do crime, transformando sua facção em um império temido e respeitado. Seus negócios ilícitos chamaram a atenção do implacável policial federal Morello, um estrategista tão habilidoso quanto o próprio criminoso que ele busca capturar. Em um jogo de gato e rato, esses dois adversários encontram-se unidos pelo amor mútuo ao perigo, cada movimento meticulosamente calculado enquanto mergulham mais fundo em um duelo de inteligência e coragem. 

## Elenco
| Ator/Atriz         | Personagem                                | Temporadas | Temporadas | Temporadas | Temporadas | Temporadas |
| Ator/Atriz         | Personagem                                | 1ª 2018    | 2ª 2019    | 3ª 2021    | 4ª 2023    | 5ª 2024    |
| ------------------ | ----------------------------------------- | ---------- | ---------- | ---------- | ---------- | ---------- |
| Raphael Logam      | Evandro Rocha Ferreira (Evandro do Dendê) |            |            |            |            |            |
| Rui Ricardo Diaz   | Vítor Morello                             |            |            |            |            |            |
| Lorena Comparato   | Geise Rocha Ferreira                      |            |            |            |            |            |
| João Vitor Silva   | Afonso da Silva (Tabuada)                 |            |            |            |            |            |
| Sérgio Malheiros   | Wilbert Fonseca                           |            |            |            |            |            |
| Cyria Coentro      | Arlete Rocha Ferreira                     |            |            |            |            |            |
| Leandro Firmino    | Gilmar Barros                             |            |            |            |            |            |
| Gillray Coutinho   | Dr. Burgos                                |            |            |            |            |            |
| André Gonçalves    | Salvador                                  |            |            |            |            |            |
| Rocco Pitanga      | Bruninho Bagdá                            |            |            |            |            |            |
| Fernanda Machado   | Andréia Aragão                            |            |            |            |            |            |
| Bruno Ferrari      | Fernando Cavalieri                        |            |            |            |            |            |
| Nizo Neto          | Anselmo                                   |            |            |            |            |            |
| Bruno Gissoni      | Santos                                    |            |            |            |            |            |
| Felipe Rocha       | Dr. Rodolfo                               |            |            | x          |            | x          |
| Bárbara Reis       | Mariana Rocha                             |            |            |            |            |            |
| Jean Pierre Noher  | Charles                                   |            |            |            |            |            |
| Flávio Bauraqui    | Adilson                                   |            |            |            |            |            |
| Felipe Silcler     | Crespo                                    |            |            |            |            |            |
| MC Carol           | Marcelle                                  |            |            |            |            |            |
| Élcio Romar        | Moisés Alves                              |            |            |            |            |            |
| Marina Provenzzano | Helena                                    |            |            |            |            |            |
| Jonathan Haagensen | Ademar                                    |            |            |            |            |            |
| Gabriel Godoy      | Dr. Felipe                                |            |            |            |            |            |
| Silvio Guindane    | Wagner Marques                            |            |            |            |            |            |
| Bárbara Maia       | Maysa                                     |            |            |            |            |            |
| Bukassa Kabengele  | Maurício Ferreira                         |            |            |            |            |            |
| Michel Noher       | Andrés                                    |            |            |            |            | x          |

## Episódios

### Resumo da série
| Temporada | Temporada | Episódios | Episódios | Originalmente lançado |
| --------- | --------- | --------- | --------- | --------------------- |
|           | 1         | 10        | 10        | 19 de outubro de 2018 |
|           | 2         | 10        | 10        | 8 de novembro de 2019 |
|           | 3         | 10        | 10        | 31 de agosto de 2021  |
|           | 4         | 10        | 10        | 30 de agosto de 2023  |
|           | 5         | 10        | 10        | 24 de julho de 2024   |

### 1.ª temporada (2018)
| N.º na série | N.º na temp. | Título        | Dirigido por                 | Escrito por                                                      | Lançamento            |
| ------------ | ------------ | ------------- | ---------------------------- | ---------------------------------------------------------------- | --------------------- |
| 1            | 1            | "Episódio 1"  | René Sampaio, Tomás Portella | Alexandre Fraga, Gabriel Maria, Gabriela Giffoni, Rafael Spínola | 19 de outubro de 2018 |
| 2            | 2            | "Episódio 2"  | René Sampaio, Tomás Portella | Alexandre Fraga, Gabriel Maria, Gabriela Giffoni, Rafael Spínola | 19 de outubro de 2018 |
| 3            | 3            | "Episódio 3"  | René Sampaio, Tomás Portella | Alexandre Fraga, Gabriel Maria, Gabriela Giffoni, Rafael Spínola | 19 de outubro de 2018 |
| 4            | 4            | "Episódio 4"  | René Sampaio, Tomás Portella | Alexandre Fraga, Gabriel Maria, Gabriela Giffoni, Rafael Spínola | 19 de outubro de 2018 |
| 5            | 5            | "Episódio 5"  | René Sampaio, Tomás Portella | Alexandre Fraga, Gabriel Maria, Gabriela Giffoni, Rafael Spínola | 19 de outubro de 2018 |
| 6            | 6            | "Episódio 6"  | René Sampaio, Tomás Portella | Alexandre Fraga, Gabriel Maria, Gabriela Giffoni, Rafael Spínola | 19 de outubro de 2018 |
| 7            | 7            | "Episódio 7"  | René Sampaio, Tomás Portella | Alexandre Fraga, Gabriel Maria, Gabriela Giffoni, Rafael Spínola | 19 de outubro de 2018 |
| 8            | 8            | "Episódio 8"  | René Sampaio, Tomás Portella | Alexandre Fraga, Gabriel Maria, Gabriela Giffoni, Rafael Spínola | 19 de outubro de 2018 |
| 9            | 9            | "Episódio 9"  | René Sampaio, Tomás Portella | Alexandre Fraga, Gabriel Maria, Gabriela Giffoni, Rafael Spínola | 19 de outubro de 2018 |
| 10           | 10           | "Episódio 10" | René Sampaio, Tomás Portella | Alexandre Fraga, Gabriel Maria, Gabriela Giffoni, Rafael Spínola | 19 de outubro de 2018 |

### 2.ª temporda (2019)
| N.º na série | N.º na temp. | Título        | Dirigido por                 | Escrito por                                                    | Lançamento            |
| ------------ | ------------ | ------------- | ---------------------------- | -------------------------------------------------------------- | --------------------- |
| 11           | 1            | "Episódio 1"  | René Sampaio, Tomás Portella | Alexandre Fraga, Carol Garcia, Davi Kolb, Pedro Erbano Perazzo | 8 de novembro de 2019 |
| 12           | 2            | "Episódio 2"  | René Sampaio, Tomás Portella | Alexandre Fraga, Carol Garcia, Davi Kolb, Pedro Erbano Perazzo | 8 de novembro de 2019 |
| 13           | 3            | "Episódio 3"  | René Sampaio, Tomás Portella | Alexandre Fraga, Carol Garcia, Davi Kolb, Pedro Erbano Perazzo | 8 de novembro de 2019 |
| 14           | 4            | "Episódio 4"  | René Sampaio, Tomás Portella | Alexandre Fraga, Carol Garcia, Davi Kolb, Pedro Erbano Perazzo | 8 de novembro de 2019 |
| 15           | 5            | "Episódio 5"  | René Sampaio, Tomás Portella | Alexandre Fraga, Carol Garcia, Davi Kolb, Pedro Erbano Perazzo | 8 de novembro de 2019 |
| 16           | 6            | "Episódio 6"  | René Sampaio, Tomás Portella | Alexandre Fraga, Carol Garcia, Davi Kolb, Pedro Erbano Perazzo | 8 de novembro de 2019 |
| 17           | 7            | "Episódio 7"  | René Sampaio, Tomás Portella | Alexandre Fraga, Carol Garcia, Davi Kolb, Pedro Erbano Perazzo | 8 de novembro de 2019 |
| 18           | 8            | "Episódio 8"  | René Sampaio, Tomás Portella | Alexandre Fraga, Carol Garcia, Davi Kolb, Pedro Erbano Perazzo | 8 de novembro de 2019 |
| 19           | 9            | "Episódio 9"  | René Sampaio, Tomás Portella | Alexandre Fraga, Carol Garcia, Davi Kolb, Pedro Erbano Perazzo | 8 de novembro de 2019 |
| 20           | 10           | "Episódio 10" | René Sampaio, Tomás Portella | Alexandre Fraga, Carol Garcia, Davi Kolb, Pedro Erbano Perazzo | 8 de novembro de 2019 |

### 3.ª temporada (2021)
| N.º na série | N.º na temp. | Título        | Dirigido por                 | Escrito por                                                                 | Lançamento           |
| ------------ | ------------ | ------------- | ---------------------------- | --------------------------------------------------------------------------- | -------------------- |
| 21           | 1            | "Episódio 1"  | René Sampaio, Tomás Portella | Alexandre Fraga, Débora Guimarães, Gabriel Medeiros Faria, Victor Rodrigues | 31 de agosto de 2021 |
| 22           | 2            | "Episódio 2"  | René Sampaio, Tomás Portella | Alexandre Fraga, Débora Guimarães, Gabriel Medeiros Faria, Victor Rodrigues | 31 de agosto de 2021 |
| 23           | 3            | "Episódio 3"  | René Sampaio, Tomás Portella | Alexandre Fraga, Débora Guimarães, Gabriel Medeiros Faria, Victor Rodrigues | 31 de agosto de 2021 |
| 24           | 4            | "Episódio 4"  | René Sampaio, Tomás Portella | Alexandre Fraga, Débora Guimarães, Gabriel Medeiros Faria, Victor Rodrigues | 31 de agosto de 2021 |
| 25           | 5            | "Episódio 5"  | René Sampaio, Tomás Portella | Alexandre Fraga, Débora Guimarães, Gabriel Medeiros Faria, Victor Rodrigues | 31 de agosto de 2021 |
| 26           | 6            | "Episódio 6"  | René Sampaio, Tomás Portella | Alexandre Fraga, Débora Guimarães, Gabriel Medeiros Faria, Victor Rodrigues | 31 de agosto de 2021 |
| 27           | 7            | "Episódio 7"  | René Sampaio, Tomás Portella | Alexandre Fraga, Débora Guimarães, Gabriel Medeiros Faria, Victor Rodrigues | 31 de agosto de 2021 |
| 28           | 8            | "Episódio 8"  | René Sampaio, Tomás Portella | Alexandre Fraga, Débora Guimarães, Gabriel Medeiros Faria, Victor Rodrigues | 31 de agosto de 2021 |
| 29           | 9            | "Episódio 9"  | René Sampaio, Tomás Portella | Alexandre Fraga, Débora Guimarães, Gabriel Medeiros Faria, Victor Rodrigues | 31 de agosto de 2021 |
| 30           | 10           | "Episódio 10" | René Sampaio, Tomás Portella | Alexandre Fraga, Débora Guimarães, Gabriel Medeiros Faria, Victor Rodrigues | 31 de agosto de 2021 |

## Produção
Em dezembro de 2017, foi divulgado que uma nova série da Fox com o título Ouro Branco havia iniciado suas gravações no Rio de Janeiro e no Uruguai, e que seria dirigida por René Sampaio e Tomás Portella. Em 31 de agosto de 2018, foi anunciado que a série oficialmente nomeada Impuros iria estrear no canal Fox Premium em outubro e que uma segunda temporada já havia sido encomendada. Em outubro de 2019, a série foi renovada para uma terceira temporada, mais tarde confirmada para estrear no Star+, junto com o lançamento do serviço de streaming em 31 de agosto de 2021. Em março de 2022, a série foi renovada para a quarta e quinta temporada.

## Lançamento
A série foi lançada no Fox Premium em 19 de outubro de 2018. Os 10 episódios da segunda temporada estrearam em 8 de novembro de 2019 e a terceira temporada estreou exclusivamente no Star+ em 31 de agosto de 2021.

## Prêmios e indicações
| Ano  | Prêmio                   | Categoria                     | Indicado        | Resultado | Ref           |
| ---- | ------------------------ | ----------------------------- | --------------- | --------- | ------------- |
| 2019 | Emmy Internacional       | Melhor Ator                   | Raphael Logam   | Indicado  | [ 13 ]        |
| 2020 | Emmy Internacional       | Melhor Ator                   | Raphael Logam   | Indicado  | [ 13 ]        |
| 2024 | Prêmio APCA de Televisão | Melhor Série de Ficção        | Alexandre Fraga | Indicado  | [ 14 ]        |
| 2024 | SEC Awards               | Série Nacional do Ano         | Impuros         | Indicado  | [ 15 ] [ 16 ] |
| 2024 | SEC Awards               | Melhor Ator em Série Nacional | Raphael Logam   | Venceu    | [ 15 ] [ 16 ] |